# Hans Malmstedt
Hans Axel Malmstedt, född 27 mars 1893 i Falun, död 7 april 1941 i Stockholm, var en svensk målare. 
Han utexaminerades från Malmö tekniska läroverk 1912 och var elev vid Dramatens elevskola 1914–1915. Därefter arbetade han bland annat som kemist, ritare, kalkylator, konstruktör och avdelningschef. Han började ägna sig åt måleri omkring 1920 och studerade vid Althins målarskola 1922 samt bedrev självstudier i Paris 1924–1925 och i Italien 1926. Hans konst består av stilleben och landskap, men framför allt porträtt. Bland porträtten märks de över överste G.A. Lewenhaupt för Skånska kavalleriregementet i Helsingborg, Gustaf V för ordenssällskapet W:6 i Stockholm, Hjalmar Meissner för Musikhistoriska museet i Stockholm och Alice Trolle.